# Historisch-kritische methode
De historisch-kritische methode is een wetenschappelijke methode om historische teksten te onderzoeken. De term wordt meestal gebruikt als het gaat om oude teksten uit het jodendom en christendom, maar de methode wordt ook toegepast op seculiere en andere religieuze teksten uit verschillende delen van de wereld en verschillende tijdsperiodes. Het onderdeel van de Bijbelwetenschap dat een wetenschappelijke uitleg van Bijbelse teksten ontwikkelt met behulp van de historisch-kritische methode, wordt historisch-kritische exegese genoemd.

## Doel
De historisch-kritische methode heeft vooral als doel de primaire of oorspronkelijke betekenis van de tekst in zijn oorspronkelijke historische context en zijn letterlijke betekenis (sensus literalis historicus) te ontdekken en "de wereld achter de tekst" te begrijpen. Vervolgens is een doel een reconstructie te maken van de historische context van de auteur en de ontvangers van de tekst. Dat kan worden bereikt door de werkelijke aard van de gebeurtenissen die de tekst beschrijft te reconstrueren. Een oude tekst kan ook dienen als document, verslag of bron voor het reconstrueren van het oude verleden, wat ook van groot belang kan zijn voor de historisch-criticus.
Bij deze methode kan gebruik worden gemaakt van verschillende versies van de tekst(en) in kwestie. Het achterhalen of reconstrueren van de oorspronkelijke versie van deze tekst(en) heet tekstkritiek.

## Betekenis
De samenstelling historisch-kritisch duidt op twee basisveronderstellingen van deze hermeneutische methode:
- Deze methode is historisch omdat ze ervan uitgaat dat de te onderzoeken tekstvorm een lange, deels mondelinge, deels geschreven geschiedenis heeft. Daarnaast dient de historische (en theologische) omgeving van de auteur op het moment van schrijven te worden toegelicht, d.w.z. de theologie uitgedrukt in de betreffende tekst.
- De methode is kritisch omdat ze is gebaseerd op de algemeen inzichtelijke criteria voor het wetenschappelijk onderzoek van teksten. Zo moet iedere stap in het onderzoek voor anderen na te gaan zijn en is het niet toegestaan zich te beroepen op een bovennatuurlijke en dus oncontroleerbare verklaring. Daarnaast betekent kritisch is in deze samenstelling 'onderscheidend', omdat wordt aangenomen dat er een verschil is tussen de oorspronkelijke gebeurtenissen en de (Bijbelse) verslagen. Het vereist dus aanzienlijke analytische capaciteiten van de onderzoeker om te onderscheiden: 'wat is origineel en wat werd - op basis van welke theologie - veranderd?' De term 'kritisch' betekent dus niet kritiek hebben op de Bijbel of dat het doel is deze te diskwalificeren als bron.

## Ontwikkeling

### Algemeen

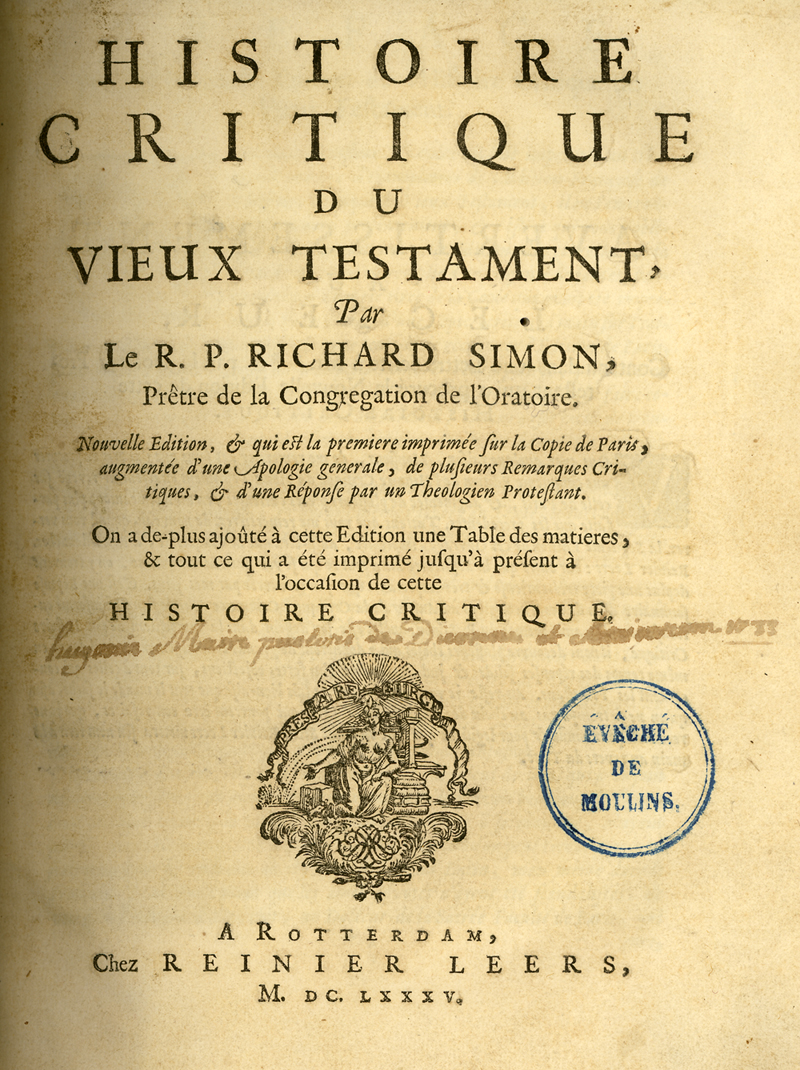
Titelpagina van Histoire critique du vieux testament van Richard Simon uit 1685

De ontwikkeling van de historisch-kritische methode is nauw verbonden met de filosofie van het rationalisme en vormde een breuk met de vroege kerkelijke of middeleeuwse Bijbelinterpretatie. Anders dan bij die interpretaties wordt de te interpreteren tekst beschouwd als ondergeschikt aan de geschiedenis. Dit werd mogelijk toen tijdens de Verlichting aan het einde van de 17e eeuw eerdere 'universele waarheden' ondergeschikt werden gemaakt aan de rede.
Benedictus de Spinoza gaf met zijn Tractatus theologico-politicus (anoniem gepubliceerd in 1670) een eerste aanzet tot een historisch-kritische benadering van de Bijbel. Richard Simon wordt beschouwd als een voorloper van de Verlichting en was een van de eersten die, in zijn werk Histoire critique du vieux testament ("Historische kritiek van het Oude Testament"), de rede een belangrijke rol liet spelen in zijn Bijbelkritiek. De eerste oplage uit 1678 werd in opdracht van bisschop Jacques-Bénigne Bossuet vernietigd; in 1689 werd een volgende editie in Rotterdam gepubliceerd. Gotthold Ephraim Lessing, een andere pionier van de Verlichting, geloofde dat openbaring niets kan onthullen wat de rede ook niet kan onderscheiden. De "nare sloot van de geschiedenis" is moeilijk te overwinnen: deze sloot scheidt de lezer van het heden van eerdere gebeurtenissen. Niemand kan worden gedwongen om willekeurige historische waarheden te geloven. Daarentegen kunnen alleen eeuwige waarheden van de rede aannemelijk worden gemaakt. Lessing heeft ook Reimarus' Fragmente eines Ungenannten bewerkt, waarin de historische betrouwbaarheid van de evangeliën in twijfel wordt getrokken vanwege hun tegenstrijdigheden. Ook Ferdinand Christian Baur wordt beschouwd als grondlegger van de toepassing van de historisch-kritische methode bij het onderzoek van het Nieuwe Testament.

### Nederland
Albert van der Zeijden (2012) omschreef Robert Fruin (1823–1899) als de eerste Nederlandse historicus die ernaar streefde om de historisch-kritische methode toe te passen op de "vaderlandse geschiedenis" (dat wil zeggen, de geschiedenis van Nederland). Van der Zeijden verwoordde de methode als 'een zorgvuldig onderzoek van authentieke historische bronnen (meestal papieren van staat en brieven en memoires van de belangrijkste staatslieden)' en 'een onpartijdige, positivistische manier van geschiedschrijving'. De basis hiervoor zou Fruin hebben gelegd in zijn toespraak De onpartijdigheid van den geschiedschrijver (1860) ter gelegenheid van zijn benoeming tot hoogleraar aan de Universiteit Leiden. Dat maakte hem vergelijkbaar met de Duitse historicus Leopold von Ranke (1795–1886), grondlegger van het historisme. Daarbij moet wel de kanttekening worden geplaatst dat Fruin niet zuiver wetenschappelijk te werk ging, maar ook een nationalistisch-liberale agenda had: geschiedenis moest in nationale termen worden gezien. Voor de Nederlandse geschiedenis betekende deze houding dat enerzijds staatse/Loevesteinse en prinsgezinde/orangistische tradities met elkaar moesten worden verzoend en anderzijds dat het liberalisme diende te fungeren als 'onpartijdige' scheidsrechter tussen protestantse en katholieke visies.
Fruin onderscheidde zich hiermee duidelijk met tijdgenoten zoals de gereformeerde Guillaume Groen van Prinsterer, die een calvinistisch-orangistisch nationalisme bevorderde. VU-historicus Smitskamp oordeelde dat Groen te vaak zich beperkte tot ideeëngeschiedenis en te veel gebruikmaakte van 'Gods hand in de geschiedenis', wat steeds meer als wetenschappelijk problematisch werd gezien.:79 Vooral de apologetische stijl van de katholieke Willem Jan Frans Nuyens, die schreef om de rechten en gelijkheid van Nederlandse katholieken te bevorderen, is in vergelijking met Fruin weinig zelfkritisch en bronkritisch te noemen.:78–79 Begin 20e eeuw gingen katholieke historici steeds meer waarde hechten aan de historisch-kritische methode; zij bekritiseerden Nuyens voor het niet onderbouwen van veel van zijn beweringen en verwezen naar Fruin als het te volgen voorbeeld.:78–79 Midden 20e eeuw was L.J. Rogier de invloedrijkste katholieke historicus; hij verwierp met grote felheid de apologetische katholieke geschiedschrijving van de 19e eeuw. Onder het mom van 'katholieke emancipatie' zou men hebben nagelaten om zelfkritisch te zijn en niet-katholieken net zo te behandelen als men zelf als gelijkwaardige Nederlanders wenste te worden behandeld.:79–80

## Aanpak
De historisch-kritische methode onderzoekt het ontstaan van de tekst die bewaard is gebleven. De daden en woorden (bijvoorbeeld van Jezus) werden eerst mondeling overgeleverd, daarna in afzonderlijke geschriften opgeschreven en samengevoegd. Deze geschriften werden verzameld (tot een corpus) en over een periode van vele eeuwen steeds opnieuw gekopieerd. Dit resulteerde niet alleen in zeer zeldzame, onbedoelde schrijf- en vertaalfouten, maar ook in bewuste wijzigingen (redactie). De historisch-kritische methode probeert deze ontwikkelingsgeschiedenis te reconstrueren om de oorspronkelijke tekst in zijn historische context te benaderen, om de oorspronkelijke betekenis weer te benaderen.

### Tekstkritiek: vergelijking van handschriften

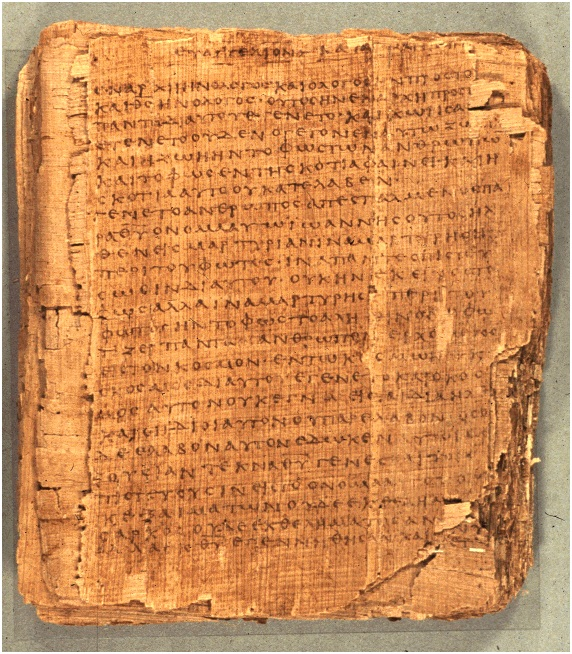
Papyrus 66, gedateerd op ± 200. Een van de oudst bewaard gebleven handschriften van het Nieuwe Testament

Van geen enkel deel van de Bijbel is een origineel handschrift bewaard gebleven. Toch behoren de Bijbelse teksten tot de best overgeleverde bronnen die er zijn. Op basis van de talloze beschikbare afschriften proberen tekstcritici de oorspronkelijke tekst te reconstrueren. In 1516 publiceerde Desiderius Erasmus zijn Griekse versie van het Nieuwe Testament. Deze poging de tekst te reconstrueren heeft grote invloed gehad op de Bijbelvertalingen in de eeuwen erna en werd daarom ook wel Textus Receptus, "aanvaarde tekst" genoemd. Voor de Hebreeuwse Bijbel is de oudst bekende volledige versie, de Codex Leningradensis uit ca. 1000, belangrijk.
De moderne standaarduitgave van de Hebreeuwse brontekst is de Biblia Hebraica Stuttgartensia; voor de Griekse tekst is dit het Novum Testamentum Graece van Eberhard Nestle en Kurt Aland. Deze uitgaves hebben een notenapparaat waarin tekstvarianten worden aangegeven waarin de oudst bewaard gebleven teksten verschillen. Voor het kwantitatief en kwalitatief beoordelen van deze verschillen ontwikkelde Johann Albrecht Bengel rond 1700 voor het eerst wetenschappelijke criteria.

### Tekstanalyse: structuur van de tekst
Tekstanalyse behoort eigenlijk niet tot de klassieke historisch-kritische methode, maar wordt in recentere boeken over de toegepaste methoden wel meegenomen. Terwijl de klassieke historisch-kritische methode zich vooral richtte op het reconstrueren van de veronderstelde geschiedenis van het ontstaan van de Bijbeltekst ("diachroon"), heeft de exegese steeds meer de neiging om de Bijbeltekst als zodanig te beschouwen in zijn uiteindelijke vorm ("synchroon"). Dankzij de tekstanalyse moet de tekst die 'af' is worden onderzocht op zijn intentie om een bepaald punt te maken. Dus voordat men de tekst 'opsplitst' in zijn (veronderstelde) voorlopers, moet deze eerst op zijn eigen doel worden geanalyseerd. Hiervoor worden methoden uit de taalkunde en literatuurwetenschap gebruikt in de tekstanalyse: het creëren van semantische velden uit termen van de tekst, de structuur en ontwikkeling van het 'verhaal' evenals het tekenen van de verhalende personages door de verteller (narratologie), het semiotische model van Algirdas Greimas of op de semantische structuuranalyse, die helpt om de taalkundig-grammaticale structuur van een tekst te ontdekken.

### Redactionele geschiedenis: hoe de auteur omging met de bronnen

Meer dan driekwart van de Marcustekst is te vinden in zowel Matteüs als Lucas en bijna alle Marcustekst is te vinden in minstens een van beide andere synoptische evangeliën. Verder hebben Matteüs en Lucas bepaalde tekst gemeen die niet in Marcus staat.

Als het gaat om de methodestap redactionele geschiedenis (of redactionele kritiek) probeert de onderzoeker te beschrijven op welke manier een latere auteur de eerdere schriftelijke bronnen heeft verwerkt en met welke intentie hij zijn versie heeft geschreven. Op deze manier moet het speciale theologische profiel van elke Bijbelschrijver naar voren komen. Zo wordt bijvoorbeeld van de evangeliën volgens Matteüs en Lucas volgens de tweebronnentheorie aangenomen dat deze in veel passages naar het evangelie volgens Marcus verwezen (het synoptische vraagstuk). Daarom wordt onderzocht hoe ze afwijken van het evangelie volgens Marcus. Op basis van de veranderingen wordt hun eigen theologische profiel bepaald. Dergelijke redactionele wijzigingen kunnen zijn: stilistische aanpassingen, wijzigen van tekstdelen, schrappen van tekst, uitbreiden van tekst, samensmelting van verschillende tradities en theologische interpretaties van het literaire origineel. Voor een deel is ook de compositorische kritiek inbegrepen in deze methodestap, dat wil zeggen de analyse van hoe het hele werk is gestructureerd.

### Redactionele geschiedenis: reconstructie van de geschreven bronnen
| * | Bevat het merendeel van Leviticus                                               |
| † | Bevat het merendeel van Deuteronomium                                           |
| ‡ | Deuteronomistische geschiedenis: Jozua, Rechters, 1 en 2 Samuel, 1 & 2 Koningen |

Diagram van de documentaire hypothese:

Ook de Bijbelexegese ziet het als een van haar belangrijkste taken om de geschreven bronnen van de Bijbeltekst te reconstrueren. De gehanteerde methode is in de Bijbelexegese in de 18e en 19e eeuw ontstaan vanuit de behoefte om de tegenstellingen, spanningen, dubbelingen en taalkundige verschillen tussen Bijbelteksten te verklaren. Dergelijke waarnemingen waren er al in de tijd van de vroege kerk, maar vormden destijds geen echt probleem. Volgens Origenes toonden de tegenstrijdigheden tussen de evangeliën aan dat de lezer aandacht moet schenken aan de geestelijke en niet aan de letterlijke betekenis van de Bijbel. Augustinus daarentegen probeerde de evangeliën te harmoniseren. Tijdens de Verlichting ontwaakte het historisch besef en probeerde de Bijbelexegese voor het eerst een historisch antwoord te geven op het probleem van tegenstrijdigheden.
Bij deze stap probeert de onderzoeker te verduidelijken of de auteur van een Bijbeltekst zijn toevlucht heeft genomen tot geschreven bronnen. Vooral bij oudtestamentische teksten, maar ook bij sommige nieuwtestamentische teksten, kan worden aangenomen dat de afzonderlijke bijbeltekst een lange geschiedenis heeft. De tekst is samengesteld uit verschillende bronnen en steeds opnieuw herzien. Het uiteindelijke doel is om de teksten van de verschillende redactionele niveaus zo letterlijk mogelijk te reconstrueren. De zoektocht naar bronnen en aanpassingen is complex, want er zijn geen of spaarzame externe verwijzingen. In het boek Genesis valt bijvoorbeeld op dat sommige teksten over God spreken als JHWH, terwijl andere teksten hem gewoon "Elohim" (= God) noemen en nog andere teksten beide aanduidingen combineren. In combinatie met andere kenmerken is er een hypothese (de documentaire hypothese) dat er twee bronnen waren: één geschreven door een Jahwist, de andere door een Elohist. Een ander voorbeeld is dat Jesaja 40-55 en 56-66 om taalkundige en inhoudelijke redenen aan andere auteurs kunnen worden toegeschreven dan (de basistekst van) Jesaja (1-39). Aanwijzingen dat het gaat om verschillende bronnen zijn het plotseling verschijnen van nieuwe personen, plaatsen, tijdsaanduidingen, onderwerpen en tegenstrijdigheden of ontbrekende verwijzingen tussen individuele verzen of herhalingen in de tekst die een vloeiende verhaalstroom verstoren.
Op het gebied van het Nieuwe Testament bleek bijvoorbeeld dat de evangeliën van Matteüs en Lucas het evangelie van Marcus in veel passages gebruikten. De literatuurkritiek onderzoekt nu hoe er wordt afgeweken, waar verdere aanvullingen zijn gedaan en waar totaal andere bronnen zijn geraadpleegd.
De belangrijkste hypothesen voor de reconstructie van bronnen werden ontwikkeld in de 19e eeuw. Sommige zijn nog steeds geldig in een gewijzigde vorm, bijvoorbeeld de tweebronnentheorie in de synoptische evangeliën. De documentaire hypothese is daarentegen grotendeels opgelost. Veel exegeten zijn ook afgestapt van het letterlijk reconstrueren van verschillende voorstadia van een bijbeltekst, omdat de criteria voor het scheiden van bronnen soms subjectief zijn en er inmiddels talloze - onderling tegenstrijdige - literair-kritische hypothesen zijn geformuleerd.

### Vormgeschiedenis: bepaling van het tekstgenre
In de volgende stap wordt gekeken naar de taalkundige vorm van de tekst (vormgeschiedenis). De uiteindelijke tekst (en al zijn voorstadia) moet worden verduidelijkt: is het een verhaal over een wonder, een parabel, een profetie? Om een tekst te begrijpen, moet duidelijk zijn om welk teksttype het gaat. Een parabel hoeft bijvoorbeeld niet historisch begrepen worden, maar als een vergelijkend verhaal dat bedoeld is om op een bepaald punt een algemene waarheid over te brengen en te illustreren. Jezus gebruikte dit verhalende genre heel vaak (bijvoorbeeld de gelijkenis van de verloren zoon in Lucas 15:11-32). Na het toewijzen van de tekst aan een bepaald tekstgenre kan de onderzoeker analyseren of en op welke punten de concrete tekstvorm afwijkt van het ideaaltype van het genre om daaruit conclusies te trekken. De vormgeschiedenis heeft in de Bijbelexegese twee vormen gevonden: de zogenaamde 'oudere vormgeschiedenis' en de 'nieuwere vormgeschiedenis'.
1. De "oudere vormgeschiedenis" ontstond rond 1920 met drie publicaties van Karl Ludwig Schmidt, Martin Dibelius en Rudolf Bultmann. De bepaling van het tekstgenre moet niet alleen dienen als een raamwerk voor begrip, maar moet helpen om de mondelinge traditie die al voor de oudste geschreven bronnen bestond heel precies te traceren. Het basisidee is dat elk tekstgenre altijd een specifieke Sitz im Leben heeft, een "plaats in het leven", een typische situatie waarin het wordt gebruikt. Zo is de Sitz im Leben van gebeden of doctrinaire teksten meestal de eredienst en christelijke instructie, terwijl die van wonderverhalen vaak de missionaire verkondiging is. Hun oorsprong is in de regel dan ook te zien in de typische situatie van de traditie. Aan de hand daarvan kan de onderzoeker nu bepalen in welke situatie en met welk doel de vroegchristelijke gemeenschap verhalen over Jezus creëerde of gebruikte. Als een mondelinge vertelling - die door de reconstructie van de bronnen van alle latere schriftelijke toevoegingen is bevrijd - meerdere doelen kon dienen, wordt aan elk richtpunt zijn eigen mondelinge traditieniveau toegekend. Een voorbeeld hiervan is de exegese van de worsteling van Jakob bij de Jabbok in Genesis 32:23-33. De mogelijkheid dat een orale traditie ook een historische kern kan hebben, wordt door deze benadering niet uitgesloten, maar wel aanzienlijk geminimaliseerd. Bijbelexegese in de eerste helft van de 20e eeuw concentreerde zich op het criterium van verschil om de 'historische Jezus' uit de Bijbelteksten te destilleren. Vreemd genoeg droeg de op deze manier gereconstrueerde Jezus in wezen geen joodse of christelijke trekken, hoewel Jezus onbetwist een Jood was. Daarom wordt het criterium van verschil in de huidige zoektocht naar de historische Jezus aangevuld met het coherentiecriterium (geïntroduceerd door Gerd Theißen).
2. Terwijl het doel van het definiëren van het genre in de "oudere vormgeschiedenis" vooral was om de mondelinge geschiedenis van de tekst te reconstrueren, breekt de "nieuwere vormgeschiedenis" volledig met dit doel. De reden is dat "de mogelijkheid van diachroon onderzoek met behulp van vormhistorisch onderzoek steeds meer in twijfel wordt getrokken".[12] De onderzoeker moet namelijk rekening houden met een traditiecontinuüm tussen Jezus en de gemeenschap, bijvoorbeeld dat de instructie door Jezus aan zijn leerlingen mogelijk was gebaseerd op het rabbijnse onderwijssysteem; vervolgens wordt rekening gehouden met de sociale rol van de dragers van traditie (bijvoorbeeld apostelen) in het vroege christendom. De traditie mag dan gevormd zijn in de vroege kerk, ze is er niet per se door uitgevonden. Het feit dat de 'zuivere vorm' altijd aan het begin van de orale traditie stond, is niet dwingend. Bovendien was de oudere vormgeschiedenis nog erg zelfverzekerd in het kunnen reconstrueren van de verschillende stadia van mondelinge traditie in de bewoordingen - studies tonen aan dat mondelinge traditie kan variëren in bewoordingen.

De moderne vormgeschiedenis onthoudt zich volledig van het afleiden van hypothesen over de tekstgeschiedenis uit de vorm van de tekst. In plaats daarvan worden de vorm en het genre van de uiteindelijke tekst des te nauwkeuriger op waarde geschat: eerst wordt de individuele vorm van de individuele tekst beschreven, vervolgens worden vergelijkbare teksten uit de bijbelse en niet-bijbelse oude literatuur gezocht en wordt geprobeerd een gemeenschappelijke genreschema, om ten slotte de individuele afwijkingen van het genreschema en de daaruit voortvloeiende gevolgen voor begrip te onderzoeken. Er zijn nu zeer geavanceerde classificaties van oude tekstgenres en subgenres voor vormanalyse, vooral dankzij het werk van Klaus Berger.

### Traditiegeschiedenis: onderzoek naar eerdere mondelinge traditie
De traditiegeschiedenis (ook: "traditiekritiek") onderzoekt - in samenhang met de vormgeschiedenis - de ontwikkeling van de mondelinge traditie, die voorafging aan de eerste schriftelijke beginstadia van de tekst. Zo onderzoekt ze welke mondelinge tradities uit de gereconstrueerde geschreven bronnen kunnen worden gedestilleerd. Er wordt onderzocht of motieven en theologische concepten een bepaalde ontwikkeling hebben doorgemaakt. De stappen motiefgeschiedenis en religieuze geschiedenis worden gebruikt om de historische situatie van het gesproken woord te helpen verduidelijken. In sommige exegetische methoden wordt deze stap ook wel "overleveringsgeschiedenis" genoemd. Omdat een traditie zelden tot in detail in een tekst wordt opgenomen, is het herkennen van een traditie meestal gebaseerd op opvallende sleutelbegrippen, beelden, idiomen of woordgroepen die de onderzoeker wijzen op samenhangende of samengestelde inhoud of overeenkomsten met andere teksten.

### Traditiekritiek: de ontwikkeling van concepten, motieven en ideeën volgen
Waar tekstkritiek, vormgeschiedenis en traditiegeschiedenis zich vooral richten op onderzoek naar de mondelinge en schriftelijke voorstadia van de Bijbeltekst als geheel, richt de onderzoeker van de geschiedenis van concepten en motieven (ook: "traditiekritiek") zich op de ontwikkeling van individuele uitdrukkingen in de Bijbeltekst. Als de nieuwtestamentische teksten bijvoorbeeld spreken over de "zoon van David", "gerechtigheid", de "Heilige Geest", "Wet", "evangelie" of het "Lam van God", wil de onderzoeker de conceptuele achtergrond van deze uitdrukkingen in de tijd waarin deze werden gebruikt reconstrueren. Dit gebeurt door te zoeken naar vergelijkbare uitdrukkingen en teksten in eerdere en contemporaine Bijbelse en buitenbijbelse teksten. Hierbij is vaak verschil van mening of een term meer moet worden geïnterpreteerd in termen van zijn wortels in het vroege jodendom (inclusief de Hebreeuwse Bijbel) of juist op basis van een Romeins-hellenistische achtergrond. Hetzelfde geldt voor de interpretatie van uitdrukkingen in teksten in de Hebreeuwse Bijbel, die is ontstaan in een lange periode met bijvoorbeeld Assyrische, Babylonische of Perzische invloeden. Het besef dat termen moeten worden geïnterpreteerd in hun historische context gaat terug tot het begin van de tekstuele interpretatie; de methode van de traditiekritiek is de afgelopen eeuwen steeds verder verfijnd in de exegese. De resultaten van deze traditiekritiek zijn te vinden in de grote theologische lexicons (zoals het Theologisches Wörterbuch zum Alten Testament (ThWAT) en het Theologisches Wörterbuch zum Neuen Testament (ThWNT)) of samengevat in Bijbelse encyclopedieën.

### Godsdienstgeschiedenis: vergelijking met buitenbijbelse teksten
De Bijbelteksten ontstonden niet in het luchtledige, maar waren gerelateerd aan en gebruikten ideeën uit andere denkwijzen in hun culturele omgeving. Deze methodestap betreft het identificeren en plaatsen van formuleringen of gedachten in de Bijbeltekst en zijn hypothetische voorlopers in de algemene geschiedenis van de oudheid, religie en cultuur of in de Hellenistisch-Romeinse en vroeg-joodse historische en cultureel-religieuze achtergrond. Zo kon worden vastgesteld dat delen van Spreuken 22:17-23 letterlijke echo's bevat van een Egyptische tekst van rond 1100 v.Chr., de Leer van Amenemope. Het verhaal van de zondvloed (Genesis 6-8) heeft treffende parallellen met het Sumerische Gilgamesj-epos. Volgens de beschrijving in Handelingen 26:14 parafraseerde Paulus Aeschylus' Agamemnon en citeerde de schrijver van Titus de Paradox van Epimenides: "Kretenzers liegen altijd..." (Titus 1:12). Nog talrijker zijn indirecte conceptuele verwijzingen, hoewel men niet moet doorslaan naar de "parallelomanie" die bij de geringste overeenkomst onmiddellijk een afhankelijkheidsrelatie vermoedt met buitenbijbelse teksten. De religieus-historische vergelijking wordt sinds het einde van de 19e eeuw intensief nagestreefd in de bijbelexegese (zie bijvoorbeeld Babel und Bibel).